# Rally Sierra Morena de 2018
El Rally Sierra Morena de 2018, oficialmente 36. Rallye Sierra Morena, fue la treinta y seis edición y la segunda ronda de la temporada 2018 del Campeonato de España de Rally. Se celebró entre el 13 y el 14 de abril y contó con doce tramos cronometrados incluyendo uno urbano en la ciudad de Córdoba. También fue puntuable para el European Rally Trophy y el campeonato andaluz de rallyes.
El equipo Suzuki inscrito con dos pilotos Joan Vinyes y Javier Pardo, debutó en manos de Vinyes la nueva versión del Suzuki Swift Sport R+ N5. A pesar de estar inscritos Adrián Díaz y Álvaro Muñiz decidieron no acudir a la prueba debido a las descalificaciones que sufrieron ambos en el Rally do Cocido semanas antes.
Miguel Fuster dominó el rally de principio a final, adjudicándose la victoria y logrando su cuarta victoria personal en el Sierra Morena. Fuster que venía de ser segundo en Lalín, no lograba un triunfo en el Campeonato de España desde el año 2015. El segundo puesto fue para el francés Laurent Pellier que acudía a la cita andaluza para participar en el Iberian Rally Trophy con el Peugeot 208 T16. El podio lo completó Surhayen Pernía con el Hyundai i20 R5 que lograba además el segundo puesto en el campeonato de España. Por su parte, Iván Ares, no tuvo suerte con la elección de pneumáticos y fue quinto (cuarto en el nacional) muy cerca de Joan Vinyes que lograba subir al podio en el apartado del certamen nacional en su debut con el nuevo Suzuki Swift Sport R+. En la copa Suzuki se imponía Daniel Berdomás; en la Sandero lo hacía José Álvarez Celis; en la copa Suzuki Júnior Iago Gabeiras Fraga y en la European Clio R3T venció Javier Bouza Díaz. Los pilotos del certamen andaluz que solo completaron los nueve primeros tramos, resultaba ganador Óscar Gil (Opel Adam R2) que se beneficiaba del abandono de José Antonio Aznar.

## Itinerario
| Día   | Tramo | Nombre            | Distancia | Hora  | Ganador             | Tiempo  | Líder rally         |
| ----- | ----- | ----------------- | --------- | ----- | ------------------- | ------- | ------------------- |
| Día 1 | TC1   | Cerrotrigo        | 14,69 km  | 16:16 | Miguel Ángel Fuster | 10:07.5 | Miguel Ángel Fuster |
| Día 1 | TC2   | Villaviciosa      | 22,96 km  | 17:06 | Miguel Ángel Fuster | 14:40.2 | Miguel Ángel Fuster |
| Día 1 | TC3   | Córdoba (urbano)  | 1,73 km   | 18:10 | Iván Ares           | 1:55.3  | Miguel Ángel Fuster |
| Día 1 | TC4   | Cerrotrigo        | 14,69 km  | 19:57 | Miguel Ángel Fuster | 10:07.5 | Miguel Ángel Fuster |
| Día 1 | TC5   | Villaviciosa      | 22,96 km  | 20:47 | Miguel Ángel Fuster | 15:00.2 | Miguel Ángel Fuster |
| Día 1 | TC6   | Córdoba (urbano)  | 1,73 km   | 21:51 | Iván Ares           | 1:54.9  | Miguel Ángel Fuster |
| Día 2 | TC7   | Obejo (TC+)       | 14,13 km  | 10:31 | Miguel Ángel Fuster | 8:37.9  | Miguel Ángel Fuster |
| Día 2 | TC8   | Cerroobejuelas    | 13,70 km  | 11:09 | Iván Ares           | 8:37.1  | Miguel Ángel Fuster |
| Día 2 | TC9   | Villanueva-Adamuz | 14,91 km  | 12:27 | Iván Ares           | 8:23.7  | Miguel Ángel Fuster |
| Día 2 | TC10  | Obejo             | 14,13 km  | 15:12 | Surhayen Pernía     | 8:31.3  | Miguel Ángel Fuster |
| Día 2 | TC11  | Cerroobejuelas    | 13,70 km  | 15:50 | Iván Ares           | 8:32.6  | Miguel Ángel Fuster |
| Día 2 | TC12  | Villanueva-Adamuz | 14,91 km  | 17:08 | Iván Ares           | 8:19.5  | Miguel Ángel Fuster |

## Clasificación final
| Pos.                    | Piloto                  | Copiloto                | Automóvil              | Tiempo    | Diferencia |
| General                 | General                 | General                 | General                | General   | General    |
| ----------------------- | ----------------------- | ----------------------- | ---------------------- | --------- | ---------- |
| 1.                      | Miguel Ángel Fuster     | Ignacio Aviñó           | Ford Fiesta R5         | 1:45:36.8 | 0.0        |
| 2.                      | Laurent Pellier         | Geoffrey Combe          | Peugeot 208 T16        | 1:45:59.2 | +22.4      |
| 3.                      | Surhayen Pernía         | Rogelio Peñate          | Hyundai i20 R5         | 1:46:26.9 | +50.1      |
| 4.                      | Joan Vinyes             | Jordi Mercader          | Suzuki Swift Sport R+  | 1:46:39.7 | +1:02.9    |
| 5.                      | Iván Ares               | José Antonio Pintor     | Hyundai i20 R5         | 1:46:44.5 | +1:07.7    |
| 6.                      | Javier Pardo Siota      | Adrián Pérez Fernández  | Suzuki Swift R+        | 1:48:43.8 | +3:07.0    |
| 7.                      | Alberto Monarri         | Rodrigo Sanjuan         | Abarth 124 Rally RGT   | 1:53:04.8 | +7:28.0    |
| 8.                      | Félix Macías            | Mónica Álvarez Figueroa | Subaru Impreza STi N15 | 1:54:15.2 | +8:38.4    |
| 9.                      | Simon Wagner            | Gerald Winter           | Peugeot 208 R2         | 1:54:17.8 | +8:41.0    |
| 10.                     | Francisco López Pacheco | Gabriel Moiset          | Opel Adam R2           | 1:56:06.6 | +10:29.8   |
| Campeonato de España    |                         |                         |                        |           |            |
| 1.                      | Miguel Ángel Fuster     | Ignacio Aviñó           | Ford Fiesta R5         | 1:45:36.8 | 0.0        |
| 2. (3.)                 | Surhayen Pernía         | Rogelio Peñate          | Hyundai i20 R5         | 1:46:26.9 | +50.1      |
| 3. (4.)                 | Joan Vinyes             | Jordi Mercader          | Suzuki Swift Sport R+  | 1:46:39.7 | +1:02.9    |
| 4. (5.)                 | Iván Ares               | José Antonio Pintor     | Hyundai i20 R5         | 1:46:44.5 | +1:07.7    |
| 5. (6.)                 | Javier Pardo Siota      | Adrián Pérez Fernández  | Suzuki Swift R+        | 1:48:43.8 | +3:07.0    |
| 6. (7.)                 | Alberto Monarri         | Rodrigo Sanjuan         | Abarth 124 Rally RGT   | 1:53:04.8 | +7:28.0    |
| 7. (8.)                 | Félix Macías            | Mónica Álvarez Figueroa | Subaru Impreza STi N15 | 1:54:15.2 | +8:38.4    |
| 8. (10.)                | Francisco López Pacheco | Gabriel Moiset          | Opel Adam R2           | 1:56:06.6 | +10:29.8   |
| 9. (11.)                | Óscar Gil               | Manuel Causse           | Opel Adam R2           | 1:57:27.6 | +11:29.8   |
| 10. (12.)               | Daniel Berdomás         | Mario González Tomé     | Suzuki Swift Sport     | 2:00:48.4 | +15:11.6   |
| Iberian Rally Trophy    |                         |                         |                        |           |            |
| 1.                      | Miguel Ángel Fuster     | Ignacio Aviñó           | Ford Fiesta R5         | 1:45:36.8 | 0.0        |
| 2.                      | Laurent Pellier         | Geoffrey Combe          | Peugeot 208 T16        | 1:45:59.2 | +22.4      |
| 3.                      | Surhayen Pernía         | Rogelio Peñate          | Hyundai i20 R5         | 1:46:26.9 | +50.1      |
| 4. (5.)                 | Iván Ares               | José Antonio Pintor     | Hyundai i20 R5         | 1:46:44.5 | +1:07.7    |
| 5. (7.)                 | Alberto Monarri         | Rodrigo Sanjuan         | Abarth 124 Rally RGT   | 1:53:04.8 | +7:28.0    |
| 6. (9.)                 | Simon Wagner            | Gerald Winter           | Peugeot 208 R2         | 1:54:17.8 | +8:41.0    |
| 7. (10.)                | Francisco López Pacheco | Gabriel Moiset          | Opel Adam R2           | 1:56:06.6 | +10:29.8   |
| 8. (11.)                | Óscar Gil               | Manuel Causse           | Opel Adam R2           | 1:57:27.6 | +11:29.8   |
| European Clio R3T       |                         |                         |                        |           |            |
| 1. (16.)                | Javier Bouza Díaz       | Iván Bouza Lage         | Renault Clio RS R3T    | 2:04:26.7 | 0.0        |
| Copa Suzuki Swift       |                         |                         |                        |           |            |
| 1. (12.)                | Daniel Berdomás         | Mario González Tomé     | Suzuki Swift Sport     | 2:00:48.4 | 0.0        |
| Copa Dacia Sandero      |                         |                         |                        |           |            |
| 1. (30.)                | José Álvarez Celis      | Desiré García García    | Dacia Sandero          | 2:22:40.9 | 0.0        |
| Campeonato de Andalucía |                         |                         |                        |           |            |
| 1.                      | Óscar Gil               | Manuel Causse           | Opel Adam R2           | 1:57:27.6 | 0.0        |